# Paul Schinner
Paul Schinner (* 20. Januar 1937 in Windischeschenbach) ist ein deutscher Bildhauer, Maler und Grafiker.

## Leben
Schinner absolvierte zunächst von 1951 bis 1954 eine Ziseleurlehre. Von 1958 bis 1961 folgte ein Studium der Gold- und Silberschmiedekunst in Nürnberg bei Andreas Moritz sowie von 1963 bis 1967 ein Studium der Bildhauerei an der Hochschule für Bildende Künste in Berlin bei Alexander Gonda, das er mit dem Diplom zum Meisterschüler abschloss. Danach kehrte er zurück in die nördliche Oberpfalz, wo er in Nabburg lebt und arbeitet. 1987 erhielt er vom Freistaat Bayern ein Stipendium für den Besuch der Cité Internationale des Arts Paris, wohin er 1989 und 1991 nochmals zurückkehrte.

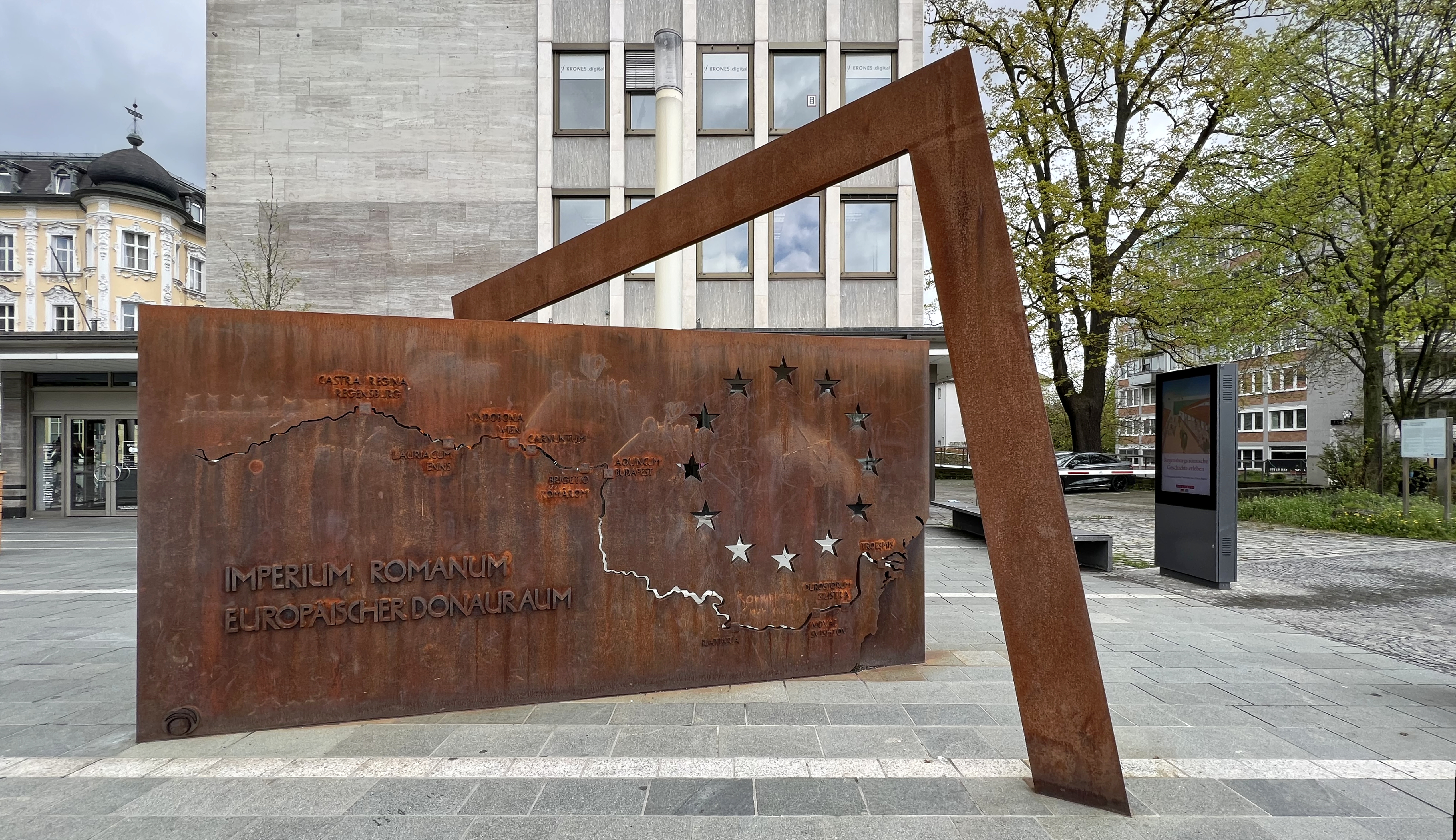
"Römerrastplatz" in Regensburg – Stahlplatte mit eingefrästem Donauverlauf von Paul Schinner

Schinner ist vorwiegend als Zeichner und Bildhauer tätig. Viele seiner Werke befinden sich im öffentlichen Raum, viele auch in Privatbesitz, unter anderem in den Sammlungen von Bankhäusern und E.ON Bayern. Seine Bleistiftzeichnung „Rühr mich nicht an“ wurde vom Bistumsmuseen Regensburg im November 2012 als „Kunstwerk des Monats“ präsentiert und im Meditationsgottesdienst betrachtet. Seine Werke werden seit 1996 im Rahmen der Großen Ostbayerischen Kunstausstellungen des BKK Nordbayern/Oberpfalz gezeigt.

## Einzelausstellungen (Auswahl)
- 1987: Städtische Galerie im Cordonhaus, Cham
- 1987: Bergbau- und Industriemuseum Ostbayern, Hammerschloss Theuern
- 1990: Galerie Pospieszczyk, Regensburg
- 1990: Oberpfälzer Künstlerhaus, Schwandorf
- 1990: Virginia Center for the Creative Arts, Vereinigte Staaten
- 1990: SW Galerie, Schweinfurt
- 1990: Oberpfälzer Volkskundemuseum, Burglengenfeld
- 1993: Galerie am Rotkreuzplatz, München
- 1994: Stadtmuseum Amberg
- 1995: Galerie Pospieszczyk, Regensburg
- 2005: Wieskapelle, Speinshart
- 2005: E.ON Bayern, Regensburg
- 2007: Zeichnungen von 1987 bis 2007 Städtische Galerie im Leeren Beutel / Museen der Stadt Regensburg[3]
- 2010: Oberpfälzer Volkskundemuseum, Burglengenfeld[4]
- 2012: Von Landschaft und Körper zur Körperlandschaft – "Ein Rückblick". Stadtmuseum Amberg[5]
- 2014: Stationen 1961–2014, Oberpfälzer Künstlerhaus, Schwandorf[6]
- 2017: Stratigraphie. Städtische Galerie im Leeren Beutel / Museen der Stadt Regensburg[7]

## Auszeichnungen
- 1984: Kulturförderpreis Ostbayern, OBAG
- 2008: Nordgaupreis des Oberpfälzer Kulturbundes in der Kategorie „Bildende Kunst“
- 2012: Kulturpreis des Bezirks Oberpfalz in der Kategorie „Zeichnung“
- 2016: Kulturpreis der Stadt Regensburg

## Ausstellungskataloge (Auswahl)
- Paul Schinner, Zeichnungen und Plastiken: Katalog zur Ausstellung, 25. April–17. Mai 1987. Bergbau- und Industriemuseum Ostbayern (Hrsg.)
- Paul Schinner, Arbeiten auf Papier: 1988–1989; Ausstellungen: Galerie Pospieszczyk, Regensburg, Juli 1990; Oberpfälzer Künstlerhaus, Schwandorf, 28. Oktober bis 25. November 1990. Oberpfälzer Künstlerhaus (Hrsg.)
- Paul Schinner: Zeichnungen von 1987 bis 2007; Publikation anlässlich der Ausstellung in der Städtischen Galerie „Leerer Beutel“, Regensburg, 16. März bis 6. Mai 2007. Städtische Galerie „Leerer Beutel“ (Hrsg.)